# Przyrost w prawie spadkowym
Przyrost w prawie spadkowym – instytucja prawa spadkowego uregulowana w art. 965 kodeksu cywilnego, zgodnie z którym, jeżeli spadkodawca powołał kilku spadkobierców testamentowych, a jeden z nich nie chce lub nie może być spadkobiercą, przeznaczony dla niego udział, w braku odmiennej woli spadkodawcy, przypada pozostałym spadkobiercom testamentowym w stosunku do przypadających im udziałów. Przyrost można wyłączyć albo zmodyfikować, np. w drodze podstawienia testamentowego zwykłego z art. 963 k.c. Zgodnie tym ostatnim przepisem można powołać spadkobiercę testamentowego na wypadek, gdyby inna osoba powołana jako spadkobierca ustawowy lub testamentowy nie chciała lub nie mogła być spadkobiercą.